# Apața
Apața (en allemand: Geist; en hongrois: Apáca) est une commune roumaine du județ de Brașov, dans la région historique de Transylvanie. Elle est composée d'un seul village, Apața.

## Localisation
Le village d'Apața est située à l'extrême nord-est du județ de Brașov, au contrefort des monts Perșani, près de la rivière Olt.

## Monuments et lieux touristiques
- Ruines du château d'Apața (construit au XIVe siècle), monument historique
- Église évangélique (construite au XVIIIe siècle), monument historique
- Maisons traditionnelles paysannes (construites au XIXe siècle), monuments historiques
- Aires protégées[1]:
  - Cheile Văii Mari-Dopca (avec une superficie de 4 ha)
  - Forêt Bogății (6 329 ha)
  - Grotte Bârlogul Ursului (1 ha)

## Histoire
Apața est la localité natale de János Apáczai Csere (10 juin 1625 - 31 décembre 1659), écrivain, pédagogique et philosophe d'expression hongroise, adepte du rationalisme de René Descartes et du système astronomique de Nicolas Copernic.
Pendant la Première Guerre mondiale sur le front roumain, du 5 au 8 octobre 1916, la bataille de Geisterwald (monts Perșani) oppose le XXXIXe corps de réserve allemand (de) (partie de la 9e armée allemande renforcée par la 51e division de Honved austro-hongroise) à l'armée du royaume de Roumanie. Elle s'achève par une victoire germano-austro-hongroise.

## Démographie
Lors du recensement de 2011, la population d'Apața est composée de 42,53 % de Roumains, de 34,49 % de Hongrois et de 17,19 % de Roms.
Sur le plan religieux, 45,62 % des habitants de cette localité déclarent être pentecôtistes, 32,18 % luthériens, 11,13 % orthodoxes et 1,23 % témoins de Jéhovah.